# Rotes Brauhaus (Pappenheim)

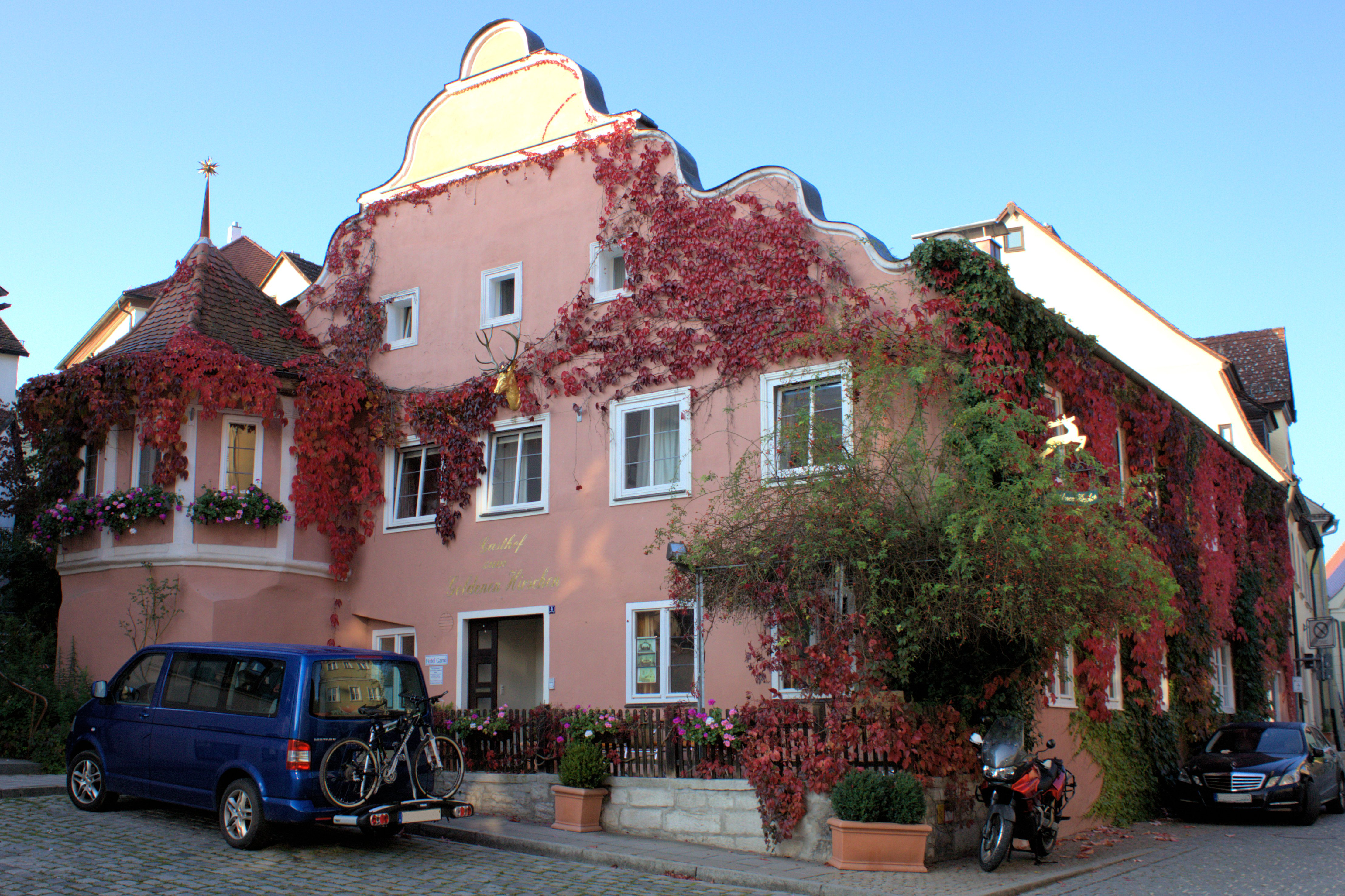
Ehemaliges Rotes Brauhaus, heute Gasthof zum Goldenen Hirschen (Bild aufgenommen im Oktober 2011)

Das Rote Brauhaus, auch Braunes Brauhaus genannt, ist ein heute als Gasthaus genutztes Gebäude in Pappenheim, einer Stadt im mittelfränkischen Landkreis Weißenburg-Gunzenhausen. Das Gebäude mit der Adresse Marktplatz 4 ist unter der Denkmalnummer D-5-77-158-121 als Baudenkmal in die Bayerische Denkmalliste eingetragen.
Das Rote Brauhaus steht umgeben von weiteren denkmalgeschützten Gebäuden in der Pappenheimer Altstadt an der Einmündung der Straße Fuchsberg in den Marktplatz schräg gegenüber vom Neuen Schloss und in direkter Nachbarschaft zum Rathaus auf einer Höhe von etwa 411 Metern über NHN.
1590 vom Baumeister Gilg Vältin errichtet, diente es als gräfliche Brauerei der Marschälle von Pappenheim. Der Name des Renaissancebaus kam vom roten Bier, welches hier gebraut wurde. Der stattliche, zweigeschossige Satteldachbau mit Schweifgiebel hat an der Ostseite einen turmartigen, kleinen Steherkervorbau mit Lisenengliederung und Zeltdach.